# Franciszek Kaufman
Franciszek Kaufman – inspektor Policji Państwowej.
Podczas I wojny światowej sprawował stanowisko sekretarza, a od stycznia 1916 zastępczo komisarza XXIII okręgu (Ochota, przy ulicy Kaliskiej 63, Warszawa) Straży Obywatelskiej.
W II Rzeczypospolitej wstąpił do Policji Państwowej. W stopniu podinspektora od 17 czerwca 1919 był pełniącym obowiązki naczelnika Wydziału I Organizacyjnego, a od 5 listopada 1919 do 1920 naczelnika tegoż wydziału Komendy Głównej PP (jego następcami byli inspektorzy Ignacy Krzymuski i Ignacy Koral). Awansowany inspektorem pełnił funkcję naczelnika Wydziału III Wyszkolenia KGPP od 1920 do 13 listopada 1921. Od 15 kwietnia 1935 do 1 lutego 1936 był pełniącym obowiązki naczelnika Wydziału Finansowo-Gospodarczego KGPP (od 1936 Wydział II Gospodarczy). W 1926 był kierownikiem I Grupy Inspekcyjnej KGPP na województwa: łódzkie, tarnopolskie, lwowskie i krakowskie.
Był redaktorem czasopism branżowych „Na posterunku”, „Gazeta Administracji i Policji Państwowej” (od nr 22 (1926).

## Ordery i odznaczenia
- Krzyż Kawalerski Orderu Odrodzenia Polski (2 maja 1923)[8]
- Złoty Krzyż Zasługi (dwukrotnie: 10 grudnia 1928[9], 29 kwietnia 1930[10])